# 冒険JAPAN! 関ジャニ∞MAP
『冒険JAPAN! 関ジャニ∞MAP』（ぼうけんジャパン かんジャニエイトマップ）は、朝日放送とIVSテレビ制作の共同制作・テレビ朝日系列で2010年4月4日から2012年3月25日まで放送されていた冒険バラエティ番組。関ジャニ∞の冠番組である。

## 概要
『得するテレビ』シリーズ（1999年10月 - 2003年9月）の後番組としてスタートした『にっぽん菜発見 そうだ、自然に帰ろう』が6年半の幕を閉じ、本番組がスタートした。
本番組は、毎週関ジャニ∞が日本各地を冒険する番組で朝日放送製作によるジャニーズのバラエティ番組は『七人のサムライ J家の反乱』以来9年半ぶりであり、テレビ朝日のジャニーズ番組では『裸の少年』以来、約半年振りである。上記二つの番組には関西ジャニーズJr.時代の関ジャニ∞が出演している。
ナレーターは奥田民義が担当。冒険さとドキュメンタリータッチを重視する為、シリアスな語り口をしており、奥田独特の巧みある語りが番組を盛り上げていた。
元々朝日放送制作枠そのものは、この9:30枠と『サンデープロジェクト』（テレビ朝日との共同制作）の2本立てで構成されていたが、同番組終了とともに朝日放送は共同制作から外れ、そちらの後番組『サンデー・フロントライン』からはテレビ朝日単独制作となったため、本番組以降この9:30枠だけが1984年10月14日に放送を終了した『ラブアタック!』（放送時間は10:00 - 10:55）からの末裔としてそのまま残されることとなった。
番組の最後には番組ポスターのプレゼント告知があり、この日の番組に出てきた食べ物や店の名前がキーワードとなっており、番組終了30分以内（10時30分まで）に番組公式サイトでキーワードと共に応募可能であった。なお、遅れネットでは『応募は既に締め切っております』などという旨のテロップが挿入されていた。
2012年4月1日より、元日本テレビアナウンサーの西尾由佳理が司会を担当する『ヒットの泉〜ニッポンの夢ヂカラ!〜』がスタートする為、本番組は2012年3月25日を以って2年間の放送に幕を閉じた。

## 出演者
- 関ジャニ∞（横山裕・渋谷すばる・村上信五・丸山隆平・安田章大・錦戸亮・大倉忠義）

## 放送内容
- 日本各地の村や町に関ジャニ∞のメンバーが訪れ、そこで毎回、旅の最初にもらう『冒険MAP』には、町をよく知る人がオススメするスポットが書いてあり、それに従ってキーワードを読み解きながら旅をして、まだ全国に知られていない食べ物や文化、伝統工芸をみずから体験しながら紹介する番組である。
- 経費削減のため、移動には自転車を使用している。
- 以下、断りのない限り、放送日は日曜日の日付を示し、日曜日以外に放送したものは曜日も併記し、さらに9:30 - 10:00以外に放送された場合にはその旨脚注にて示す。
  - 制作局では毎年8月は全国高校野球選手権大会放送のため、臨時枠移動が発生するも、制作局を除くテレビ朝日系列局では本来放送されるべき日時に先行ネットしている（下記の表を参照）。

### 2010年
| 放送回 | 放送日      | 放送日                | メンバー         | 場所                                  | 客演           | 備考 |
| 放送回 | 制作局      | 制作局を除く EX系列局 | メンバー         | 場所                                  | 客演           | 備考 |
| ------ | ----------- | --------------------- | ---------------- | ------------------------------------- | -------------- | ---- |
| 第1回  | 4月4日      | 4月4日                | 渋谷・村上・安田 | 福井県若狭町                          |                |      |
| 第2回  | 4月11日     | 4月11日               | 横山・丸山・大倉 | 和歌山県すさみ町                      |                |      |
| 第3回  | 4月18日     | 4月18日               | 安田・大倉       | 埼玉県秩父郡小鹿野町                  |                |      |
| 第4回  | 4月25日     | 4月25日               | 村上・錦戸       | 愛知県幡豆町（現・西尾市）            |                |      |
| 第5回  | 5月2日      | 5月2日                | 村上・丸山       | 千葉県富津市                          |                |      |
| 第6回  | 5月9日      | 5月9日                | 渋谷・大倉       | 福島県喜多方市塩川町                  |                |      |
| 第7回  | 5月16日     | 5月16日               | 渋谷・安田・錦戸 | 広島県呉市 安芸灘とびしま海道（前編） |                |      |
| 第8回  | 5月23日     | 5月23日               | 渋谷・安田・錦戸 | 広島県呉市 安芸灘とびしま海道（後編） |                |      |
| 第9回  | 5月30日     | 5月30日               | 村上・大倉       | 静岡県静岡市清水区                    |                |      |
| 第10回 | 6月6日      | 6月6日                | 丸山・安田       | 三重県鳥羽市                          |                |      |
| 第11回 | 6月27日     | 6月27日               | 横山・渋谷・安田 | 北海道釧路市（前編）                  |                |      |
| 第12回 | 7月4日      | 7月4日                | 横山・渋谷・安田 | 北海道釧路市（後編）                  |                |      |
| 第13回 | 7月11日     | 7月11日               | 渋谷・村上       | 東京都 谷中・根津・千駄木             |                |      |
| 第14回 | 7月18日     | 7月18日               | 村上・丸山・安田 | 沖縄県 伊是名島・石垣島               |                |      |
| 第15回 | 7月25日     | 7月25日               | 村上・丸山・安田 | 沖縄県 石垣島・竹富島                 |                |      |
| 第16回 | 8月1日      | 8月1日                | 渋谷・丸山       | 青森県青森市                          |                |      |
| 第17回 | 8月22日     | 8月8日                | 横山・丸山・安田 | 長崎県佐世保市                        |                |      |
| 第18回 | 8月24日(火) | 8月15日               | 横山・丸山・安田 | 佐賀県                                |                |      |
| 第19回 | 8月24日(火) | 8月22日               | 渋谷・村上       | 石川県能登                            |                |      |
| 第20回 | 8月29日     | 8月29日               | 村上・丸山・安田 | 高知県（前編）                        |                |      |
| 第21回 | 9月5日      | 9月5日                | 村上・丸山・安田 | 高知県（後編）                        |                |      |
| 第22回 | 9月12日     | 9月12日               | 横山・安田       | 栃木県（U字工事登場）                 |                |      |
| 第23回 | 9月19日     | 9月19日               | 村上・大倉       | 島根県                                |                |      |
| 第24回 | 9月26日     | 9月26日               | 横山・渋谷・安田 | 宮城県（前編）                        |                |      |
| 第25回 | 10月3日     | 10月3日               | 横山・渋谷・安田 | 宮城県（後編）                        |                |      |
| 第26回 | 10月10日    | 10月10日              | 村上・安田       | 富山県                                | 立川志の輔     |      |
| 第27回 | 10月17日    | 10月17日              | 渋谷・村上       | 鹿児島県（前編）                      |                |      |
| 第28回 | 10月24日    | 10月24日              | 渋谷・村上・大倉 | 鹿児島県（後編）                      |                |      |
| 第29回 | 10月31日    | 10月31日              | 安田・錦戸       | 徳島県                                |                |      |
| 第30回 | 11月14日    | 11月14日              | 渋谷・錦戸       | 北海道札幌市                          | タカアンドトシ |      |
| 第31回 | 11月21日    | 11月21日              | 村上・丸山       | 福岡県                                | 博多華丸・大吉 |      |
| 第32回 | 11月28日    | 11月28日              | 横山・丸山       | 京都府丹後半島                        | 野村克也       |      |
| 第33回 | 12月5日     | 12月5日               | 横山・渋谷       | 鳥取県                                | 宮川大助・花子 |      |
| 第34回 | 12月12日    | 12月12日              | 安田・大倉       | 兵庫県                                | 木村卓寛       |      |
| 第35回 | 12月19日    | 12月19日              | 村上・大倉       | 岐阜県                                | 高橋尚子       |      |
| 第36回 | 12月26日    | 12月26日              | 横山・渋谷・安田 | 岡山県                                | 河本準一       |      |

### 2011年
| 放送回 | 放送日      | 放送日                | メンバー              | 場所                                  | 客演                  | 備考     |
| 放送回 | 制作局      | 制作局を除く EX系列局 | メンバー              | 場所                                  | 客演                  | 備考     |
| ------ | ----------- | --------------------- | --------------------- | ------------------------------------- | --------------------- | -------- |
| 第37回 | 1月9日      | 1月9日                | 横山・渋谷・安田      | 広島県                                | アンガールズ          |          |
| 第38回 | 1月16日     | 1月16日               | 村上・錦戸            | 大分県                                | 錦野旦                |          |
| 第39回 | 1月23日     | 1月23日               | 安田・大倉            | 岩手県                                | ザ・グレート・サスケ  |          |
| 第40回 | 1月30日     | 1月30日               | 安田・錦戸・大倉      | 熊本県（前編）                        | スザンヌ              |          |
| 第41回 | 2月6日      | 2月6日                | 安田・錦戸・大倉      | 熊本県（後編）                        |                       |          |
| 第42回 | 2月13日     | 2月13日               | 渋谷・錦戸            | 青森県下北半島                        | 舞の海                |          |
| 第43回 | 2月20日     | 2月20日               | 安田・大倉            | 神奈川県三浦半島（前編）              | 鶴見辰吾              |          |
| 第44回 | 2月27日     | 2月27日               | 安田・大倉            | 神奈川県三浦半島（後編）              |                       |          |
| 第45回 | 3月6日      | 3月6日                | 丸山・大倉            | 福岡県北九州市                        | 原口あきまさ          |          |
| 第46回 | 3月20日     | 3月20日               | 安田・錦戸            | 山口県                                | 西村知美              | [ 注 9 ] |
| 第47回 | 3月27日     | 3月27日               | 渋谷・大倉            | 愛知県三河地方                        | 光浦靖子              |          |
| 第48回 | 4月3日      | 4月3日                | 村上・安田            | 東京都中央区築地・月島                | テリー伊藤            |          |
| 第49回 | 4月10日     | 4月10日               | 渋谷・大倉            | 静岡県伊豆半島                        | ガダルカナル・タカ    |          |
| 第50回 | 4月17日     | 4月17日               | 横山・安田            | 埼玉県東部                            | 北陽                  |          |
| 第51回 | 4月24日     | 4月24日               | 渋谷・安田            | 大阪府（前編）                        | 赤井英和              |          |
| 第52回 | 5月1日      | 5月1日                | 渋谷・安田            | 大阪府（後編）                        |                       |          |
| 第53回 | 5月8日      | 5月8日                | 渋谷・村上            | 神奈川県・横浜（前編）                | ミッツ・マングローブ  |          |
| 第54回 | 5月15日     | 5月15日               | 渋谷・村上            | 神奈川県・横浜（後編）                |                       |          |
| 第55回 | 5月22日     | 5月22日               | 村上・丸山            | 愛媛県                                | 友近                  |          |
| 第56回 | 5月29日     | 5月29日               | 横山・渋谷            | 広島県                                | 東ちづる              |          |
| 第57回 | 6月5日      | 6月5日                | 横山・丸山            | 京都府（前編）                        | 千原せいじ            |          |
| 第58回 | 6月12日     | 6月12日               | 横山・丸山            | 京都府（後編）                        |                       |          |
| 第59回 | 6月19日     | 6月19日               | 渋谷・丸山            | 愛知県名古屋市                        | 板東英二              |          |
| 第60回 | 6月26日     | 6月26日               | 渋谷・安田            | 高知県高知市                          | 島崎和歌子            |          |
| 第61回 | 7月3日      | 7月3日                | 渋谷・村上            | 東京都新宿区                          | 玉ちゃん              |          |
| 第62回 | 7月10日     | 7月10日               | 渋谷・村上            | 東京都中野・高円寺                    | カンニング竹山        |          |
| 第63回 | 7月17日     | 7月17日               | 横山・大倉            | 大阪府難波                            | 陣内智則              |          |
| 第64回 | 7月24日     | 7月24日               | 渋谷・村上            | 北海道富良野（前編）                  | 里田まい、増田英彦    |          |
| 第65回 | 7月31日     | 7月31日               | 渋谷・村上            | 北海道富良野（後編）                  |                       |          |
| 第66回 | 8月21日     | 8月7日                | 渋谷・大倉            | 沖縄県那覇市（前編）                  | 具志堅用高            |          |
| 第67回 | 8月23日(火) | 8月14日               | 渋谷・大倉            | 沖縄県那覇市・石垣島（中編）          |                       |          |
| 第68回 | 8月24日(水) | 8月21日               | 渋谷・大倉            | 沖縄県石垣島（後編）                  |                       |          |
| 第69回 | 8月28日     | 8月28日               | 村上・大倉            | 東京都銀座                            | テリー伊藤            |          |
| 第70回 | 9月4日      | 9月4日                | 横山・渋谷            | 石川県                                | 篠井英介              |          |
| 第71回 | 9月11日     | 9月11日               | 村上・大倉            | 東京都表参道                          | 森泉                  |          |
| 第72回 | 9月18日     | 9月18日               | 横山・渋谷            | 富山県                                | 室井滋                |          |
| 第73回 | 9月25日     | 9月25日               | 渋谷・村上            | 宮崎県                                | 東国原英夫            |          |
| 第74回 | 10月2日     | 10月2日               | 安田・大倉            | 北海道函館市                          | 伊吹吾郎              |          |
| 第75回 | 10月9日     | 10月9日               | 渋谷・丸山            | 東京都代官山（前編）                  | 久本雅美              |          |
| 第76回 | 10月16日    | 10月16日              | 渋谷・丸山 安田・錦戸 | 東京都代官山（後編） 世田谷区（前編） | 久本雅美 えなりかずき |          |
| 第77回 | 10月23日    | 10月23日              | 安田・錦戸            | 東京都世田谷区（後編）                |                       |          |
| 第78回 | 10月30日    | 10月30日              | 安田・錦戸            | 東京都豊島区                          | 横山めぐみ            |          |
| 第79回 | 11月13日    | 11月13日              | 丸山・安田            | 京都府京都市(前編)                    | 山村紅葉              |          |
| 第80回 | 11月20日    | 11月20日              | 丸山・安田            | 京都府京都市(後編)                    |                       |          |
| 第81回 | 11月27日    | 11月27日              | 丸山・大倉            | 静岡県                                | 武田修宏              |          |
| 第82回 | 12月4日     | 12月4日               | 安田・錦戸            | ユニバーサル・スタジオ・ジャパン      | アジアン              |          |
| 第83回 | 12月11日    | 12月11日              | 村上・錦戸            | 兵庫県                                | はいだしょうこ        |          |
| 第84回 | 12月18日    | 12月18日              | 横山・安田            | 長野県                                | 田中要次              |          |
| 第85回 | 12月25日    | 12月25日              | 村上・大倉            | 福岡県                                | 森口博子              |          |

### 2012年
| 放送回 | 放送日  | 放送日                | メンバー   | 場所                    | 客演        | 備考   |
| 放送回 | 制作局  | 制作局を除く EX系列局 | メンバー   | 場所                    | 客演        | 備考   |
| ------ | ------- | --------------------- | ---------- | ----------------------- | ----------- | ------ |
| 第86回 | 1月8日  | 1月8日                | 渋谷・丸山 | 秋田県                  | 加藤夏希    |        |
| 第87回 | 1月15日 | 1月15日               | 錦戸・大倉 | 石川県                  | 篠井英介    |        |
| 第88回 | 1月22日 | 1月22日               | 丸山・錦戸 | 神奈川県鎌倉市          | 鷲尾真知子  |        |
| 第89回 | 1月29日 | 1月29日               | 村上・安田 | 東京都日本橋            | 松木安太郎  |        |
| 第90回 | 2月5日  | 2月5日                | 渋谷・丸山 | 長崎県島原市            | 草野仁      |        |
| 第91回 | 2月12日 | 2月12日               | 村上・安田 | 東京都 高円寺・阿佐ヶ谷 | 柴田理恵    |        |
| 第92回 | 2月19日 | 2月19日               | 安田・大倉 | 岐阜県                  | Mr.マリック |        |
| 第93回 | 2月26日 | 2月26日               | 横山・錦戸 | 群馬県                  | 井森美幸    |        |
| 第94回 | 3月4日  | 3月4日                | 安田・大倉 | 鹿児島県                | 国生さゆり  |        |
| 第95回 | 3月18日 | 3月18日               | 全員       | 総集編1                 |             |        |
| 第96回 | 3月25日 | 3月25日               | 全員       | 総集編2                 |             | 最終回 |

## スタッフ
- ナレーター：奥田民義
  - 第4回までプレゼント告知と提供読み、第37回の提供読みはスポンサーの関係上、別のアナウンサーが担当。第5回から第36回、第38回以降はプレゼント告知と提供読みも奥田が担当している。
- エンディングテーマ：関ジャニ∞「Wonderful World!!」（インペリアルレコード）[4]
- 構成：そーたに、とちぼり元、木南広明／森一盛
- リサーチ：フォーミュレーション
- SW：石毛雄己
- CAM：永澤剛、大城学、羽鳥慎一郎、荒木哲志
- VE：柳沼修
- AUD：玉城善彦、田中絵美
- 編集：立木規之、黒田昌志、渡邉実
- MA：長田浩幸
- 音効：鈴木信行（neo）
- TK：橋本美幸→塚越倫子
- CG：キャニットG
- 美術：アックス
- 衣裳：和田ユキヨ
- ヘアメイク：土屋真由美
- 協力：ABCリブラ、スウィッシュ・ジャパン、IMAGICA、東京オフラインセンター
- 編成：石橋義史（朝日放送）
- 営業：田所学（朝日放送）
- コンテンツ：井上修作→梅村陽子（朝日放送）
- 番組宣伝：岡崎由記、阪本美鈴（朝日放送）
- デスク：松原幹（朝日放送）
- AP：須山由佳子
- AD：玉垣貴史、久武敬人、浅田大佑、寺村茉莉　ほか
- ディレクター：斉藤哲夫、山崎勝、市川貴弘、新井勝也、渡邊正人、武田喜栄、松田敦、武石政人、西川竜介、常盤俊郎、矢川東哉、里永知洋
- 演出：福浦与一
- プロデューサー：小川隆弘（朝日放送）、成瀬広靖（IVSテレビ制作）、上野晴弘
- 協力：ジャニーズ事務所
- 制作：朝日放送、IVSテレビ制作

## ネット局
| 放送対象地域   | 放送局                   | 系列           | 放送曜日・時間     | ネット状況 |
| -------------- | ------------------------ | -------------- | ------------------ | ---------- |
| 近畿広域圏     | 朝日放送（ABC）          | テレビ朝日系列 | 日曜 9:30 - 10:00  | 制作局     |
| 関東広域圏     | テレビ朝日（EX）         | テレビ朝日系列 | 日曜 9:30 - 10:00  | 同時ネット |
| 北海道         | 北海道テレビ（HTB）      | テレビ朝日系列 | 日曜 9:30 - 10:00  | 同時ネット |
| 青森県         | 青森朝日放送（ABA）      | テレビ朝日系列 | 日曜 9:30 - 10:00  | 同時ネット |
| 岩手県         | 岩手朝日テレビ（IAT）    | テレビ朝日系列 | 日曜 9:30 - 10:00  | 同時ネット |
| 宮城県         | 東日本放送（KHB）        | テレビ朝日系列 | 日曜 9:30 - 10:00  | 同時ネット |
| 秋田県         | 秋田朝日放送（AAB）      | テレビ朝日系列 | 日曜 9:30 - 10:00  | 同時ネット |
| 山形県         | 山形テレビ（YTS）        | テレビ朝日系列 | 日曜 9:30 - 10:00  | 同時ネット |
| 福島県         | 福島放送（KFB）          | テレビ朝日系列 | 日曜 9:30 - 10:00  | 同時ネット |
| 新潟県         | 新潟テレビ21（UX）       | テレビ朝日系列 | 日曜 9:30 - 10:00  | 同時ネット |
| 長野県         | 長野朝日放送（abn）      | テレビ朝日系列 | 日曜 9:30 - 10:00  | 同時ネット |
| 静岡県         | 静岡朝日テレビ（SATV）   | テレビ朝日系列 | 日曜 9:30 - 10:00  | 同時ネット |
| 石川県         | 北陸朝日放送（HAB）      | テレビ朝日系列 | 日曜 9:30 - 10:00  | 同時ネット |
| 中京広域圏     | メ〜テレ（NBN）          | テレビ朝日系列 | 日曜 9:30 - 10:00  | 同時ネット |
| 広島県         | 広島ホームテレビ（HOME） | テレビ朝日系列 | 日曜 9:30 - 10:00  | 同時ネット |
| 山口県         | 山口朝日放送（yab）      | テレビ朝日系列 | 日曜 9:30 - 10:00  | 同時ネット |
| 香川県・岡山県 | 瀬戸内海放送（KSB）      | テレビ朝日系列 | 日曜 9:30 - 10:00  | 同時ネット |
| 愛媛県         | 愛媛朝日テレビ（eat）    | テレビ朝日系列 | 日曜 9:30 - 10:00  | 同時ネット |
| 福岡県         | 九州朝日放送（KBC）      | テレビ朝日系列 | 日曜 9:30 - 10:00  | 同時ネット |
| 長崎県         | 長崎文化放送（NCC）      | テレビ朝日系列 | 日曜 9:30 - 10:00  | 同時ネット |
| 熊本県         | 熊本朝日放送（KAB）      | テレビ朝日系列 | 日曜 9:30 - 10:00  | 同時ネット |
| 大分県         | 大分朝日放送（OAB）      | テレビ朝日系列 | 日曜 9:30 - 10:00  | 同時ネット |
| 鹿児島県       | 鹿児島放送（KKB）        | テレビ朝日系列 | 日曜 9:30 - 10:00  | 同時ネット |
| 沖縄県         | 琉球朝日放送（QAB）      | テレビ朝日系列 | 日曜 9:30 - 10:00  | 同時ネット |
| 山梨県         | 山梨放送（YBS）          | 日本テレビ系列 | 月曜 16:23 - 16:53 | 遅れネット |
| 富山県         | 北日本放送（KNB）        | 日本テレビ系列 | 日曜 13:00 - 13:30 | 遅れネット |
| 鳥取県・島根県 | 山陰放送（BSS）          | TBS系列        | 月曜 15:55 - 16:25 | 遅れネット |

補足
- 前番組『にっぽん菜発見 そうだ、自然に帰ろう』を遅れネットしていた福井放送（FBC、日本テレビ系列・テレビ朝日系列クロスネット局[注 10]）・高知放送（RKC）・テレビ宮崎（UMK、フジテレビ系列・日本テレビ系列・テレビ朝日系クロスネット局[注 10]）の3局では本番組より遅れネットしていない。北日本放送は、『そうだ、自然に帰ろう』終了後は本番組を放送していなかったが、2010年9月12日より遅れネットを開始した。

## タイアップ商品
本番組とコンビニエンスストア『サークルKサンクス』との共同開発商品として、2011年6月21日から期間限定の弁当『関ジャニ∞MAP弁当』が日本全国の同店舗で販売された。本番組が2011年3月27日放送の回に訪れた愛知県岡崎市にある「まるや八丁味噌」で製造された八丁味噌を使用した弁当で、ハンバーグソースやグラタンの隠し味に八丁味噌が使われている。

## 関連番組
- 気分はワイルド 〜飛び出せ大自然へ〜
- 探検王国 そんなことアルマジロ

上記2番組はかつて本時間帯にて放送されていた冒険バラエティ番組。